# 長谷部鋭吉
長谷部 鋭吉（はせべ えいきち、1885年10月7日 - 1960年10月24日）は日本の建築家、実業家。泉屋博古館、住友銀行本店などを手掛ける。
東京都出身（北海道生まれ）。住友総本店出身で、日建設計の母体の長谷部竹腰建築事務所の竹腰健造と共に創業者の1人である。大阪市北浜の住友ビルディング（旧住友銀行本店・現三井住友銀行大阪本店）や千代田区の日本神学校（現東京ルーテルセンター教会）などが代表作として知られている。

## 略歴
- 1885年10月7日 - 北海道札幌に生まれる。父・長谷部辰連は旧福井藩士で、新政府の開拓使大書記を務めていた。母・可禰（かね）は、大阪の坐摩神社の社司（宮司）・渡邉資政の三女。翌年1月元老院議官となった父に従い北海道を去る。その後山形県を経て東京で育つ[2][3]。
- 1903年 - 東京市立第一中学校卒業。
- 1906年 - 第一高等学校卒業。
- 1909年 - 東京帝国大学工学部建築学科卒業。住友総本店に入社。
- 1915年 - 住友銀行兵庫支店竣工　大阪倶楽部竣工（設計は野口孫市と共同。大正11年7月焼失）。
- 1930年 - 住友ビルディング竣工。
- 1933年 - 住友合資から5万円の出資と29名の移籍を得て（株）長谷部竹腰建築事務所を設立し、竹腰健造と共に常務取締役に就任。
- 1944年 - 大阪北港（株）と（株）住友ビルディングが合併し、住友土地工務（株）と改称。住友土地工（株）に営業譲渡し，竹腰健造が専務取締役、鋭吉が取締役に就任。
- 1945年 - 敗戦により住友土地工務を日本建設産業（株）と改称し、新たに商事部門を増置（現在の住友商事の前身）し竹腰健造が社長、鋭吉が取締役に就任。
- 1947年 - 竹腰健造が公職追放。鋭吉は平取締役であったため難を逃れる。
- 1950年 - 同社建築部は分離独立して、日建設計工務株式会社が発足、顧問に就任。
- 1958年 黄綬褒章受章。
- 1960年10月24日 - 逝去。
- 1963年 - 大阪カテドラル聖マリア大聖堂竣工。
- 1970年 - 社名が株式会社日建設計と改称される。

## 主な作品
| 名称                         | 年                 | 所在地         | 状態                                                                 | 備考 |
| ---------------------------- | ------------------ | -------------- | -------------------------------------------------------------------- | ---- |
| 住友家京都衣笠別邸           | 1920年（大正9年）  | 京都市北区     | 現存せず。現在は聖ヨゼフ修道院。門と門衛所（門の家）は住友別邸の遺構 |      |
| 住友銀行船場支店新館         | 1929年（昭和4年）  | 大阪市中央区   | 現存せず                                                             |      |
| 泉屋博古館（旧館）           | 1929年（昭和4年）  | 京都市左京区   |                                                                      |      |
| 住友ビルディング             | 1930年（昭和4年）  | 大阪市中央区   |                                                                      |      |
| 神戸住友ビル                 | 1934年（昭和9年）  | 兵庫県神戸市   | 現存せず                                                             |      |
| 日本生命保険本社             | 1934年（昭和9年）  | 大阪市中央区   |                                                                      |      |
| 和田邸                       | 1936年（昭和11年） | 京都市左京区   |                                                                      |      |
| 泉屋博古館                   | 1936年（昭和11年） | 京都市左京区   |                                                                      |      |
| 住友倶楽部                   | 1936年（昭和11年） | 愛媛県新居浜市 |                                                                      |      |
| 宇治電ビルディング           | 1937年（昭和12年） | 大阪市北区     | 現存せず                                                             |      |
| 住友銀行京都支店             | 1937年（昭和12年） | 京都市中京区   | 現存せず                                                             |      |
| 日本神学校                   | 1937年（昭和12年） | 東京都千代田区 | 現在は東京ルーテルセンター教会。                                     |      |
| 芳泉堂                       | 1940年（昭和15年） | 京都市左京区   |                                                                      |      |
| 陽明文庫                     | 1942年（昭和17年） | 京都市右京区   |                                                                      |      |
| 大和藤兵衛邸                 | 1943年（昭和18年） | 京都市右京区   | 村野藤吾協力                                                         |      |
| 神戸銀行協会                 | 1951年（昭和26年） | 兵庫県神戸市   |                                                                      |      |
| 銀座松坂屋                   | 1952年（昭和27年） | 東京都中央区   | 現存せず                                                             |      |
| カトリック芦屋教会           | 1953年（昭和28年） | 兵庫県芦屋市   |                                                                      |      |
| 伊予銀行本店                 | 1953年（昭和28年） | 愛媛県松山市   |                                                                      |      |
| 名鉄ビル                     | 1957年（昭和32年） | 愛知県名古屋市 |                                                                      |      |
| 大阪カテドラル聖マリア大聖堂 | 1963年（昭和38年） | 大阪市中央区   |                                                                      |      |

## 関与した主な作品
- 大阪証券取引所 （1935年、大阪市）―竹腰健造が基本設計
- 丸紅商店京都支店 （1938年、京都市）―竹腰健造が基本設計

## 著作
- 『白雲 長谷部鋭吉先生画集』双星会「白雲」刊行委員会編 日建設計 1977年